# Свиновод (река)
Свиново́д (бел. Свінаво́д) — река в Лельчицком и Житковичском районах Гомельской области Белоруссии, правый приток реки Припять.

## Гидрография
Исток Свиновода находится в 4 км к северу от деревни Данилевичи. Впадает в реку Припять с правой стороны в 0,9 км к северу от деревни Переровский Млынок.
Длина реки составляет 46 км. Площадь водосборного бассейна — 511 км². Среднегодовой расход воды в устье — 2 м³/с. Средний наклон водной поверхности — 0,8 ‰. В нижнем течении большую часть стока перехватывает канал Крушинный. Река течёт по восточной части низины Припятского Полесья, по лесистой заболоченной местности. Долина в верховье местами трапециевидная, узкая, в среднем и нижнем течении невыразительная, сливается с прилегающей местностью. Пойма в верхнем течении прерывистая, чередуется вдоль берегов, в среднем течении ширина 0,3—0,8 км, в нижнем — сливается с поймой реки Припять. Русло извилистое, шириной 1—6 м.
Имеет следующие притоки: река Шушеровка (длина водотока — 9 км), река Мутнянка (длина водотока — 7,5 км), ручей Глинка (длина водотока — 5,7 км), ручей Круховец (длина водотока — 4 км).
Водная масса Свиновода относится к гидрокарбонатно-кальциевой группе с общей минерализацией 300 мг/дм³, рН — 7,05.